# Schubart-Familie
Die Schubart-Familie ist eine Asteroidenfamilie, die neben der Hilda-Familie eine Kollisionsfamilie in der Hilda-Gruppe ist und nach dem Asteroiden (1911) Schubart benannt ist.

## Beschreibung
Der deutsche Astronom Joachim Schubart, nach dem der namengebende Asteroid (1911) Schubart der Schubart-Familie benannt ist, listete 1991 fünf Asteroiden als Mitglieder der Schubart-Familie auf. Bereits 1982 hatte Schubart eine Ähnlichkeit mit Hirayama-Familien erwähnt, kam aber später nicht auf das Thema zurück.
Das Alter der Asteroiden in der Schubart-Familie wird mit 1,7 ± 0,7 Jahrmilliarden angenommen, die der Hilda-Familie mit vier Jahrmilliarden und mehr. Die Schubart-Familie unterscheidet sich in der Geschwindigkeit der Asteroiden von der Hilda-Familie.
Es wird angenommen, dass der ursprüngliche Himmelskörper von einem astronomischen Objekt aus dem Asteroidengürtel getroffen worden war und sich durch diesen Zusammenstoß die Asteroiden der Schubart-Familie bildeten.
Die Hilda-Familie hat 385 und die Schubart-Familie 350 Mitglieder (Stand: 2015). Asteroiden der Hilda-Familie gehören meist dem Asteroid vom D-Typ an und Asteroiden der Schubart-Familie meist dem Asteroid vom C-Typ und dem Asteroid vom P-Typ.
Die durchschnittliche Albedo (Rückstrahlvermögen) der Schubart-Familie-Asteroiden beträgt 0,039 ± 0,013 (Vergleich: Hilda-Familie: 0,061 ± 0,011) – das bedeutet, dass die Schubart-Familie-Asteroiden dunkler erscheinen als die Asteroiden der Hilda-Familie.